# Amite County (Mississippi)
31°10′12″N 90°48′0″V / 31.17000°N 90.80000°V
Amite County er et county i den amerikanske delstat Mississippi. Amite County blev grundlagt i 1809 og har et samlet areal på 1.895 km², hvoraf 1 890 km² er land.
Administrativt centrum i Amite County er Liberty.

## Eksterne links
- Wikimedia Commons har flere filer relateret til Amite County (Mississippi)